# Нучетто
Нучетто (итал. Nucetto) — коммуна в Италии, располагается в регионе Пьемонт, в провинции Кунео.
Население составляет 452 человека (2008 г.), плотность населения составляет 65 чел./км². Занимает площадь 7 км². Почтовый индекс — 12070. Телефонный код — 0174.
Покровительницей коммуны почитается святая равноапостольная Мария Магдалина, празднование 22 июля.

## Демография
Динамика населения:

## Администрация коммуны
- Официальный сайт: http://www.nucetto.net/ Архивная копия от 4 февраля 2010 на Wayback Machine